# Arias (paroisse civile)
Pour les articles homonymes, voir Arias.
Arias est l'une des quinze paroisses civiles de la municipalité de Libertador dans l'État de Mérida au Venezuela. Sa capitale est Mérida, chef-lieu de la municipalité et capitale de l'État.